# Alessandro Del Piero
Alessandro Del Piero, italijanski nogometaš, * 9. november 1974, Conegliano, Italija.
Del Piero je upokojeni nogometni napadalec. Bil je uspešen realizator, dobro je izvajal tudi proste strele in enajstmetrovke. Profesionalno kariero je leta 1991 začel pri Padovi, leta 1993 pa je okrepil Juventus, s katerim je osvojil številne lovorike. Ko ga v taboru "stare dame" po osvojenem naslovu niso hoteli več, se je odločil, da prestopi v klub izven evropske konkurence. Nato je avgusta 2012 prestopil v Sydney F.C..
28. avgusta 2014 je podpisal 4 mesečno pogodbo z indijskim prvoligašem Delhi Dynamos. Po koncu indijske avanture je sklenil svojo aktivno športno pot.
Del Piero je bil tudi član italijanske nogometne reprezentance, za katero je nastopil na številnih velikih tekmovanjih. 
10. januarja 2006 je Del Piero postal prvi strelec Juventusa vseh časov, potem ko je s tremi zadetki na pokalni tekmi proti Fiorentini na večni lestvici strelcev prehitel Giampiera Bonipertija.